# Epistenia burksi
Epistenia burksi is een vliesvleugelig insect uit de familie Pteromalidae. De wetenschappelijke naam is voor het eerst geldig gepubliceerd in 1968 door Hedqvist.